# Ormetica pseudoguapisa
Ormetica pseudoguapisa là một loài bướm đêm thuộc phân họ Arctiinae, họ Erebidae.